# Тоболово (Росія)
Тобо́лово (рос. Тоболово) — село у складі Ішимського району Тюменської області, Росія.
Населення — 1092 особи (2010, 1253 у 2002).
Національний склад станом на 2002 рік:
- росіяни — 91 %